# Guibemantis bicalcaratus
Espèce
Synonymes
- Rhacophorus bicalcaratus Boettger, 1913
- Mantidactylus bicalcaratus (Boettger, 1913)

Statut de conservation UICN

 LC  : Préoccupation mineure
Guibemantis bicalcaratus est une espèce d'amphibiens de la famille des Mantellidae.

## Répartition

Aire de répartition de Guibemantis bicalcaratus.

Cette espèce est endémique de l'île Sainte-Marie dans l'Est de Madagascar.

## Description
Guibemantis bicalcaratus mesure de 22 à 26 mm pour les mâles et de 24 à 29 mm pour les femelles. Son dos est brun clair ou jaunâtre avec de petites taches sombres et parfois une ligne claire de chaque côté du dos. Une ligne brune est souvent présente de la pointe du museau jusqu'au tympan. Son ventre est uniformément clair.

## Publication originale
- Boettger, 1913 : Reptilien und Amphibien von Madagascar, den Inseln und dem Festland Ostafrikas. in Voeltzkow, Reise in Ost-Afrika in den Jahren 1903-1905 mit Mitteln der Hermann und Elise geb. Heckmann-Wentzel-Stiftung. Wissenschaftliche Ergebnisse. Systematischen Arbeiten. vol. 3, no 4, p. 269-376 (texte intégral).